# アメリカ陸軍の階級一覧
アメリカ陸軍の階級一覧（アメリカりくぐんのかいきゅういちらん）は、アメリカ陸軍が現在使用する階級の一覧である。
アメリカ軍の階級も参照。

## 概要

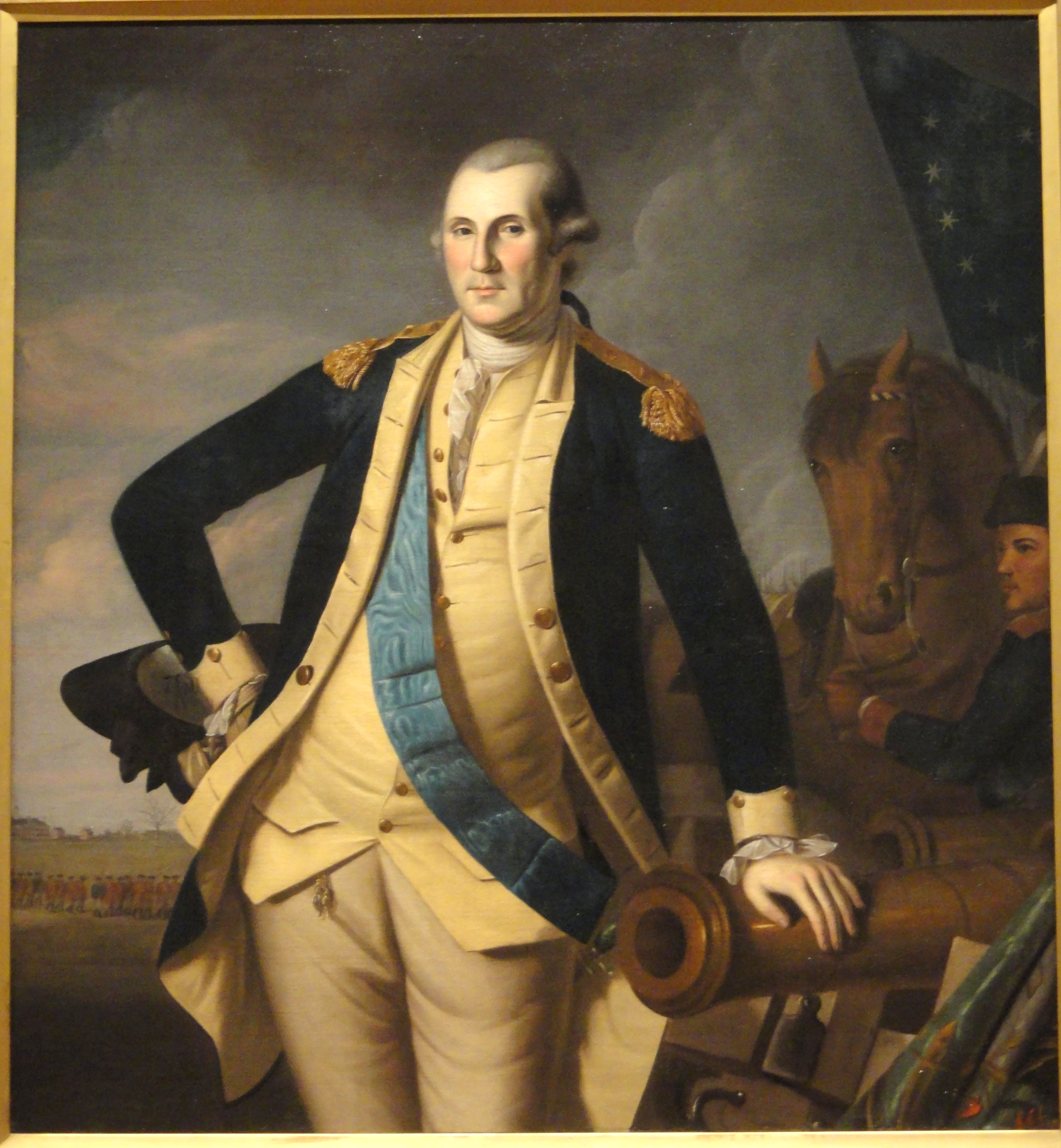
1779年頃に描かれたワシントンの肖像。3つ星の肩章を付け、ライトブルーのリバンドを着用している。

アメリカ陸軍の前身は、1775年に設置された大陸軍である。大陸軍の階級制度は、独立戦争以前の民兵と同様にイギリス軍を模したものであった。当時と同じ名前で現在まで存続している階級もあるが、廃止されたものや、逆に新設されたものも多い。

### 階級章
アメリカ陸軍における階級章制度の起源は、大陸軍の総司令官（Commander-in-Chief）だったジョージ・ワシントンの定めた識別方法にある。当時、イギリス軍では羽飾りやサッシュ（Sash）、ストライプなど、軍服の装飾品によって階級の区別を行っていた。ところが統一された制服を揃えることすら困難だった大陸軍では、イギリス軍のような方法で階級の区別を行うことは不可能であった。総司令官就任からわずか30日後の1775年7月14日、ワシントンは次のような命令を発行した。

階級の誤認を防ぐ為、将官および副官は以下の識別法を用いること。

1.総司令官はライトブルーのリバンド（ribband）を胸の前に通し、コートとベストの間に着用する。

2.少将および准将はピンクのリバンドを同様に着用し、副官は緑のリバンドを用いる。

また、1775年7月23日には次のような声明を発表した。
遺憾にも大陸軍は制服を有しない為、士官から兵卒までの区別が叶わず、様々な不都合が生じている。識別を行う為には何らかの記章を速やかに設けることが望ましい。例えば、佐官は赤やピンクの花形帽章（Cockade）を帽子に飾り、同様に大尉は黄色や黄褐色、中尉と少尉は緑色を用いるなどするとよい。
1780年6月18日、識別のため将官のエポーレットに星章（少将は2つ、准将は1つ）を取り付けることが定められた。これはアメリカ陸軍の歴史において最初に定められた階級章であり、現在でもそのデザインは受け継がれている。
下士官兵の階級章に取り入られているシェブロン（Chevron, 山形章）は、1817年に陸軍士官学校が生徒記章として採用したのが始まりとされる。1820年代には下士官兵だけではなく、初級将校の階級章としても用いられていた。当初は頂点を下へ向けてV字型になるように着用されていたが、1903年の陸軍規則622号（Army Regulation No. 622）によって逆V字型に改められた。また、従来のシェブロンは金色のみだったが、陸軍規則622号に基づいて兵科や所属を示す各色のものが制定された。ただし、1905年頃までは旧式の金色章も平行して使われていた。

## 士官
佐官以上の階級の将校(commissioned officer)は米国上院議会の承認の元に大統領によって任官される。尉官は大統領の権限のみで任命出来る。

### 将官
| 将官                     | 将官              | 将官                         | 将官                   | 将官                       |
| 元帥 General of the Army | 大将 General, GEN | 中将 Lieutenant General, LTG | 少将 Major General, MG | 准将 Brigadier General, BG |
| ------------------------ | ----------------- | ---------------------------- | ---------------------- | -------------------------- |
|                          | O-10              | O-9                          | O-8                    | O-7                        |
|                          |                   |                              |                        |                            |

中将以上の階級は役職と結びついており、別の同階級以上の役職に続けて任官されるか職務を全うしかつ十分な評価を得た事によって階級を維持したまま退役する事が認められる場合以外は基本的に役職の終了と共に役職の前に得ていた恒久的な階級となる。現役の陸軍の将官の人数は米国議会の法令によって基本的に陸軍内では231名以内と決められている、ただし、統合軍、統合参謀本部などに所属する人数(全軍からの出身の合計で最大310名、陸軍将官最小85名)はこれに含まない。大将の役職は統合参謀本部議長・副議長(陸軍から任命された場合)、陸軍参謀総長・参謀次長、各統合軍司令官(陸軍から任命された場合)、韓国とアフガニスタンの準統合軍(Sub-unified Combatant Command)司令官、陸軍の主要部門(FORSCOM、訓練教育、兵器・物資、開発)司令官である。
将官に対する敬称は、階級の区別なく「将軍」（General）である。准将は副師団長を務める。少将は師団級部隊（10,000 - 15,000名程度）の部隊長を務めることが多い。中将は軍団級部隊（20,000 - 45,000名程度）の部隊長を務めることが多い。大将は平時における陸軍の最高位の階級で、通常は30年以上の勤務を経て任官される。大将は担当地域で展開される全ての作戦に責任を持つ。また、陸軍参謀総長を務めるのも大将である。元帥は常設された階級ではなく、戦時において他国軍指揮官との釣り合いを取る必要が生じた場合に任命される。元帥の階級を保持した将校が勤務した直近の事例は、第二次世界大戦中、及びその直後である。元帥よりさらに上位の階級として、陸軍大元帥（General of the Armies of the United States）がある。議会からこの階級を贈られたのは、歴史上ジョン・パーシング（1919年）とジョージ・ワシントン（1976年追贈）の2名のみで、存命時にこの階級を帯びたのはパーシングのみである。
独立戦争当時、大陸会議では大陸軍を紛争解決までの一次的な軍事力と捉え、指導部は簡素であるべきとする見方が有力であった。その為、大陸軍の将官は総司令官、少将、准将の3階級制であった。ワシントンは大陸会議に対して中将の設置を少なくとも2度提案しているが、いずれも拒否されている。少将および准将と異なり、ワシントンの命令に総司令官の階級章についての規定はなかったものの、彼自身は中将相当の3つ星の肩章を身に付けていたと伝えられている。終戦後の1783年12月23日には総司令官を辞したが、1798年の擬似戦争に際した動員の折、ワシントンはジョン・アダムズ大統領によって中将に任命された。従って、ワシントンはアメリカ陸軍の歴史における最初の中将である。ワシントンの職は「合衆国全軍の総司令官たる中将」（Lieutenant-General and Commander in Chief of all the Armies raised or to be raised in the United States）とされていた。1799年3月3日、議会において「陸軍総司令官（Commander of the Army）は大元帥（General of the Armies of the United States）を以って任命され、中将は将来的に廃止される」という旨が議決されたが、結局ワシントンは大元帥の階級が贈られるより先に中将のまま死去することとなる。1800年、大元帥の階級は一時停止され、以後1919年まで任命されることはなかった。
大将相当の4つ星の将官となった最初の将校は、のちに大統領を務めたユリシーズ・グラントである。1866年7月25日、中将より上位の大将（General of the Army of the United States）なる階級が新設され、同日中にグラント中将へと贈られた。大将の階級章は当初4つ星とされていたが、後に2つ星と国章をあしらったデザインに改められた。大将の階級はその後グラントの後任として陸軍総司令官となったウィリアム・シャーマンにも贈られ、1891年の彼の死によって消滅した。1883年にシャーマンの後任となったフィリップ・シェリダン中将は制度上昇進が認められていなかったものの、1888年に制度が改められ、中将の階級は停止された上で大将の階級へと統合された。シェリダンは現役の大将として同年中に死去し、この際に大将の階級は停止された。現代的な意味合いの4つ星の大将（General）は、第一次世界大戦頃に設置された。1944年には5つ星の元帥（General of the Army）が制度として定められた。

大将（1866年 - 1872年）。グラントのみがこの階級章を用いた。
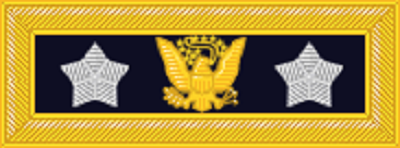
大将（1872年 - 1888年）。シャーマン、シェリダンの2将軍がこの階級章を用いた。
大元帥（1919年）。パーシングのために制定されたが、彼は死ぬまで大将の階級章を付けていた。

### 佐官
| 佐官              | 佐官                         | 佐官            |
| 大佐 Colonel, COL | 中佐 Lieutenant Colonel, LTC | 少佐 Major, MAJ |
| ----------------- | ---------------------------- | --------------- |
| O-6               | O-5                          | O-4             |
|                   |                              |                 |

少佐は旅団やタスクフォースにおいて首席幕僚を務める。中佐は上級曹長や先任曹長の補佐を受けつつ大隊級部隊（300 - 1,000人程度）の指揮官を務めることが多いほか、旅団やタスクフォースにおける次席指揮官を務めることもある。大佐は最上級曹長の補佐を受けつつ旅団級部隊（3,000 - 5,000 人程度）の指揮官を務めることが多いほか、師団級部隊の参謀長を務めることもある。中佐に対する省略した敬称として、大佐と同様の「カーネル」（Colonel）が使われることもある。
大佐の階級章は1832年、中佐および少佐の階級章は1836年に制定された。

### 尉官
少尉は最下級の士官で、通常はこの階級から士官としての勤務が始まる。小隊付軍曹の補佐を受けつつ、2個以上の分隊から成る小隊級部隊（16 - 44人程度）の指揮官を務める。少尉は18 - 24ヶ月程度の勤務を経て中尉に進級する。中尉は特殊装備小隊や間接射撃指揮所を率いる。先任の中尉は中隊級部隊（110 - 140人程度）の次席指揮官を務めることもある。大尉は下士官の補佐を受けつつ、中隊級部隊の指揮官を務める。また、学校や訓練施設の教官、大隊級部隊の幕僚を務める事もある。少尉および中尉に対する敬称は、共に「ルーテナント」（Lieutenant）である。
大陸軍時代にはコロネット(Coronet）、エンシン（Ensign）、サバルタン（subaltern） といった尉官階級があったが、これらは後に廃止され、少尉に置き換えられた。1836年、大尉および中尉の階級章が制定される。大尉の階級章はその形状から「鉄道線路」（Railroad tracks）と通称された。「バターバー」（butterbars）として知られる少尉の階級章が制定されたのは1917年になってからだった。

## 准士官
| 准士官                                 | 准士官                                 | 准士官                                 | 准士官                                 | 准士官                       |
| 上級准尉5 Chief Warrant Officer 5, CW5 | 上級准尉4 Chief Warrant Officer 4, CW4 | 上級准尉3 Chief Warrant Officer 3, CW3 | 上級准尉2 Chief Warrant Officer 2, CW2 | 准尉1 Warrant Officer 1, WO1 |
| -------------------------------------- | -------------------------------------- | -------------------------------------- | -------------------------------------- | ---------------------------- |
| W-5                                    | W-4                                    | W-3                                    | W-2                                    | W-1                          |
|                                        |                                        |                                        |                                        |                              |

准士官の階級は、最下級の准尉1から最上級の上級准尉5までの5等級がある（黒タイルの数が多い程上位だが、上級准尉5は一本線のみ）。主に専門技能を持った者が辞令を受け、戦闘指揮、訓練教育、管理業務、整備、顧問など、各々の技能毎に幅広い任務を与えられる。准尉に対する敬称は階級ではなく、単に「ミスター」ないし「ミス」が用いられる。最下級の准尉（1）は陸軍長官によって命ぜられ、上級准尉（2~5）は大統領によって任ぜられる。上級の准士官になるほど、より大きな部署を担当することになる。
准士官の前身は、1916年に設置された陸軍野戦事務官（Army Field Clerk）および需品隊野戦事務官（Field Clerk, QMC）である。1918年には准士官（Warrant Officer）の階級区分および階級（准尉）が設置され、1920年には野戦事務官の階級区分が准士官であると定められた。1941年には准尉が2等級制となり、1942年には准士官の1階級として飛行士官（Flight Officer）が設置された。1945年には飛行士官が廃止され、1949年には4等級制となった。1991年、上級准尉（5）が新設され、准士官は現在の5等級制となった。
2021年現在、飛行士官は廃止されたものの、航空隊に回転翼機の操縦士候補生として入隊後、下士官・兵になること無く、いきなり准士官（准尉1）になる制度はある。これは本来であれば、4年制大学の学位なしでは比較的上級の階級からでも兵卒階級の一等兵などから入隊させられるが、ヘリコプターのパイロットは専門性が非常に高いことから、この制度での辞令による准尉1は高卒者における入隊後すぐに与えられる最高位の階級だともいえる。

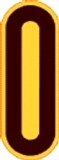
上級准尉（1941年 - 1949年）
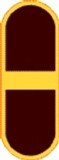
（下級）准尉（1941年 - 1949年）
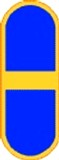
飛行士官（1942年 - 1945年）
上級准尉5の階級章は2004年にデザインが変更された。

## 下士官・兵

### 下士官
|                                                                          | 下士官             | 下士官                                 | 下士官                       | 下士官                       | 下士官                    | 下士官                             | 下士官                       | 下士官                 | 下士官             |
| アメリカ統合参謀本部最先任下士官 Senior Enlisted Advisor to the Chairman | 陸軍最先任上級曹長 | 最上級曹長 Command Sergeant Major, CSM | 上級曹長 Sergeant Major, SMG | 先任曹長 First Sergeant, 1SG | 曹長 Master Sergeant, MSG | 一等軍曹 Sergeant First Class, SFC | 二等軍曹 Staff Sergeant, SSG | 三等軍曹 Sergeant, SGT | 伍長 Corporal, CPL |
| ------------------------------------------------------------------------ | ------------------ | -------------------------------------- | ---------------------------- | ---------------------------- | ------------------------- | ---------------------------------- | ---------------------------- | ---------------------- | ------------------ |
| E-9                                                                      | E-9                | E-9                                    | E-9                          | E-8                          | E-8                       | E-7                                | E-6                          | E-5                    | E-4                |
|                                                                          |                    |                                        |                              |                              |                           |                                    |                              |                        |                    |

伍長は最下級の下士官で、最小規模の班（3 - 4人程度）などの部隊指揮を行うほか、より上位の軍曹と共に兵卒の各個訓練を担当する。三等軍曹は分隊（10人程度）の指揮を執ることが多い。二等軍曹も分隊を指揮するが、1人以上の三等軍曹が補佐に付くことが多い。一等軍曹は15年から18年程度の勤務を経て任官されることが多く、小隊長の補佐を務める。曹長は大隊またはそれ以上の部隊で主席下士官を務める。権限や責任は一等軍曹と同様である。先任曹長は中隊級部隊における管理職を務めるほか、最先任下士官として他の下士官を指導すると共に将校への助言を行う。上級曹長は大隊級部隊で将校に対する助言を行う。最上級曹長は旅団級部隊において指揮官および幕僚に対する助言等を行う。陸軍最先任上級曹長は陸軍の中で一名だけ補職され、軍曹の模範たる者として全ての下士官を監督する責任を負うと共に、陸軍参謀総長に対する助言も行う。統合参謀本部最先任下士官は、陸軍を含む全軍から持ち回りで一名のみ補職され、軍曹の模範たる者として全軍の下士官を監督する責任を負うと共に、統合参謀本部議長に対する助言も行う。軍曹から曹長までの下士官に対する敬称は、階級の区別なく「軍曹」（Sergeant）である。

### 兵卒
| E-4 | E-3 | E-2 | E-1        |
|     |     |     | 階級章無し |

階級章の有無を問わず、二等兵は同じ「Private（プライベート）」という階級呼称を用いるが、略称は異なる。二等兵は陸軍における最低階級であり、通常はこの階級で基礎戦闘訓練（BCT）に参加することとなる。1年程度務めたPV1の二等兵は、上官からの指名を受けてPV2の二等兵に進級する。過去に軍事訓練などを受けた経験がある、或いは2年制の短期大学の学位を取得して入隊した場合、一等兵としてBCTに参加することが認められる。兵卒として2年以上勤務した上で特定技能の訓練課程を修了した者は特技兵に進級する。また、4年制大学の学位を取得して入隊した場合、特技兵としてBCTに参加することが認められる。二つの二等兵および一等兵に対する敬称は、「兵卒」（Private）である。
原則として、兵卒の階級は、陸軍入隊後の総勤務期間（time in service, TIS）と、ある階級における階級勤務期間（time in grade, TIG）に応じて自動的な進級が認められている。PV1の二等兵は6ヶ月勤務すればPV2の二等兵に昇進する。続いて12ヶ月間のTISと4ヶ月間のTIGを以って一等兵に進級する。一等兵は24ヶ月のTISと6ヶ月のTIGによって特技兵への進級が認められる。ただし、軍法会議での有罪判決や身体能力の不足、あるいは本人の進級拒否申請などによって、進級の権利が取り消されることもある。また、逆に部隊長などの命令による特例的な進級が認められる場合もある。特別に定められた専門技能課程などを修了すれば、必要なTISやTIGが短縮される。兵卒の進級については、中尉以上の階級にある中隊等の部隊長が責任を負っている。
1775年に大陸軍が設置された時点で、下士官兵階級は主に軍曹（Sergeant）、伍長（Corporal）、軍楽隊員（Musician）、兵卒（Private）から成っていた。緩やかに変容した士官階級とは対照的に、下士官兵階級は数年毎に多数の階級が創設・廃止され続けた。現在の階級制度は1998年に定められたものである。
特技兵の前身は、第二次世界大戦中に設置された技能兵（Technician）である。技能兵は他の下士官と同様の給与等級が定められていたが、指揮権は有していなかった。その後、技能兵は特技兵と改められ、その制度は最上位の特技兵9から最下位の特技兵4までの4等級制（E-4からE-7）を経て、従来の特技兵4のみを残した現在の1等級制（E-4）に改められた。また、給与等級は下士官である伍長と同じ（E-4）だが、特技兵は兵卒の階級である。